# 1978년 아시안 게임
제8회 아시안 게임은 1978년 12월 9일에서 12월 20일까지 태국 방콕에서 열렸다. 25개국 3,842명의 임원 및 선수가 참가하였다.

## 유치 신청 도시
1972년 8월 25일에 서독 뮌헨에서 열린 아시아 경기 연맹(AGF, 아시아 올림픽 평의회(OCA)의 전신) 총회는 싱가포르를 1978년 아시안 게임 개최 도시로 선정했다. 싱가포르는 유치 경쟁에 나섰던 일본 후쿠오카를 20 대 15로 누르고 개최 도시로 선정되었다. 그러나 싱가포르가 1973년 10월 27일에 재정 문제를 이유로 개최권을 반납하면서 아시아 경기 연맹은 개최 도시를 다시 선정하게 되었다.
1974년 8월 29일에 이란 테헤란에서 열린 아시아 경기 연맹 총회는 파키스탄 이슬라마바드를 1978년 아시안 게임 개최 도시로 선정했다. 하지만 이슬라마바드는 1975년 5월 23일에 파키스탄의 경제난, 인도·방글라데시와의 정치적·군사적 분쟁으로 인한 정정 불안을 이유로 개최권을 반납하게 되었다.
아시아 경기 연맹 총회는 1976년 하계 올림픽이 진행 중이던 1976년 7월 24일에 캐나다 몬트리올에서 열린 아시아 경기 연맹 회원국들의 재정 지원을 조건으로 태국 방콕을 1978년 아시안 게임 개최 도시로 선정했다.

## 경기 종목
개최국인 태국은 자국의 메달 획득에 유리한 볼링, 요트를 추가하고 불리한 유도 종목을 뺐다.
- 농구 (2)
- 레슬링 (10)
- 배구 (2)
- 배드민턴 (7)
- 복싱 (11)
- 볼링 (10)
- 사격 (22)
- 사이클 (6)
- 수상 경기
  - 다이빙 (4)
  - 수구 (1)
  - 수영 (29)
- 양궁 (4)
- 역도 (10)
- 요트 (4)
- 육상 (39)
- 체조 (14)
- 축구 (1)
- 탁구 (7)
- 테니스 (7)
- 펜싱 (8)
- 필드하키 (1)

## 참가국
총 25개국이 참가했다. 레바논, 방글라데시, 사우디아라비아, 시리아, 아랍에미리트, 카타르가 처음으로 아시안 게임에 참가했다.
아랍 국가들의 실력 행사로 인해 아시아 경기 연맹(AGF)은 정치적 문제, 안전 문제를 명목으로 1978년 6월 6일에 개최된 총회에서 회원국 투표를 통해 이스라엘에 대하여 대회 참가를 금지시켰고, 이를 계기로 이스라엘은 아시안 게임에서 추방당했다. 이란은 이란 혁명과 관련된 정정 불안으로 인하여 선수를 파견하지 않고 임원만 참가했다. 라오스, 베트남, 아프가니스탄, 캄보디아 또한 대회에 불참했다.
- 바레인
- 방글라데시
- 버마
- 중국
- 홍콩
- 인도
- 인도네시아
- 이라크
- 일본
- 쿠웨이트
- 레바논
- 말레이시아
- 몽골
- 네팔
- 조선민주주의인민공화국
- 파키스탄
- 필리핀
- 카타르
- 사우디아라비아
- 싱가포르
- 대한민국
- 스리랑카
- 시리아
- 태국 (개최국)
- 아랍에미리트

다음 국가는 선수단이 참가하지 않았고, 임원만 파견하였다.
- 이란

## 메달 집계
| 순위 | 국가                   | 금메달 | 은메달 | 동메달 | 합계 |
| ---- | ---------------------- | ------ | ------ | ------ | ---- |
| 1    | 일본                   | 70     | 58     | 49     | 177  |
| 2    | 중국                   | 51     | 55     | 45     | 151  |
| 3    | 대한민국               | 18     | 20     | 31     | 69   |
| 4    | 조선민주주의인민공화국 | 15     | 13     | 15     | 43   |
| 5    | 태국                   | 11     | 11     | 20     | 42   |
| 6    | 인도                   | 11     | 11     | 6      | 28   |
| 7    | 인도네시아             | 8      | 7      | 18     | 33   |
| 8    | 파키스탄               | 4      | 4      | 9      | 17   |
| 9    | 필리핀                 | 4      | 4      | 6      | 14   |
| 10   | 이라크                 | 2      | 4      | 6      | 12   |
| 11   | 말레이시아             | 2      | 1      | 4      | 7    |
| 12   | 싱가포르               | 2      | 1      | 3      | 6    |
| 13   | 몽골                   | 1      | 3      | 5      | 9    |
| 14   | 레바논                 | 1      | 1      | 0      | 2    |
| 15   | 시리아                 | 1      | 0      | 0      | 1    |
| 16   | 미얀마                 | 0      | 3      | 3      | 6    |
| 17   | 홍콩                   | 0      | 2      | 3      | 5    |
| 18   | 스리랑카               | 0      | 0      | 2      | 2    |
| 19   | 쿠웨이트               | 0      | 0      | 1      | 1    |
| 합계 | 합계                   | 201    | 199    | 226    | 626  |

## 대회 이모저모
- 이 대회부터 대한민국, 일본, 중화인민공화국 3개국이 메달 순위 1위부터 3위를 독주하기 시작한다.
- 국제 육상 경기 연맹(IAAF)의 지시를 어기고 1978년 아시안 게임에 참가한 육상 선수들은 모두 3개월 동안에 걸친 자격 정지 처분을 받았다.
- 개회식 실황 중계에서 조선민주주의인민공화국 선수단이 입장하는 과정을 대한민국의 텔레비전 방송이 자막으로 화면을 막고, 입장 모습을 볼 수 없도록 조치하여 국민들의 지탄을 받았다.
- 조선민주주의인민공화국 최초의 올림픽 금메달리스트인 리호준 사격 선수가 출전하였다.
- 일본과 말레이시아의 남자 농구 경기의 부심으로 지명된 조선민주주의인민공화국의 라복만 부심이 대한민국의 이재덕 주심과 함께 심판을 볼 수 없다는 이유로 경기를 보이콧하였고, 결국 라복만 부심은 태국 출신 부심으로 교체되었다.
- 대회 마지막 날에 열린 남자축구 결승전에서 대한민국과 조선민주주의인민공화국은 연장 포함 120분 동안 승부를 가리지 못하고 0-0 무승부를 기록하여 공동우승을 차지하였다. 이 경기는 분단국가가 된 이후 최초의 남북 축구 대결이었다.